# Orvilliers-Saint-Julien
Orvilliers-Saint-Julien è un comune francese di 312 abitanti situato nel dipartimento dell'Aube nella regione del Grand Est.

## Società

### Evoluzione demografica
Abitanti censiti